# جوزيف إس. بي. ميتشيل
جوزيف إس. بي. ميتشيل (بالإنجليزية: Joseph S. B. Mitchell)‏ هو رياضياتي وعالم حاسوب أمريكي، ولد في 24 يوليو 1959 في بيتسبرغ في الولايات المتحدة.